# Неджефет-пехтет
| M1 · I9 | F22 |

| M1 · I9 | F22 |

Неджефет-пехтет (древнеегип. nDft pHtt — «Нижнее терпентинное дерево») — в древности XIV септ (ном) Верхнего Египта. Древние греки называли его Ликополисский «последующий» ном (поскольку был ещё Ликополисский «первый» ном). Столицей септа был город Кусы (современная локализация — г. Эль-Кусия). Главным божеством септа была богиня Хатхор.

## Известныеномархи
| Имя                          | Время правления                             | Комментарий |
| VI династия                  | VI династия                                 | VI династия |
| ---------------------------- | ------------------------------------------- | --- |
| Пиопи I Чёрный               | ок. сер. XXIII до н.э. при Пиопи I          | Основатель I династии номархов Неджефет-пехтет |
| Пепианх I Старший            | ок. 2 пол. XXIII — 2200 до н.э.             | Сын Пиопи I Чёрного |
| Пепианх II Неферкара Средний | ок. 2200 — 1 пол. XXII до н.э. при Пиопи II | Сын Пиопи I Чёрного. Прожил 100 лет. Верховный жрец-пророк Хатхор в Кусах. |
| Пепианх III Младший          | ок. 1 пол. XXII — сер. XXII до н.э.         | Сын Пиопи I Чёрного |
| Иби                          |                                             | |
| XI династия                  |                                             | |
| Руадахев I (Rwd-'h;w)        | 2 пол. XXI до н.э., при Ментухотепе II      | Начальник жрецов-пророков. Жены: Нефер-Тут (Nfr-twt), Иди (Jdj) |
| Руадахев II                  | 2 пол. XXI до н.э., при Ментухотепе II      | Сын Руадахева I. |
| Мениухотеп (Mniw-htpw)       | нач. ХХ до н.э., при Ментухотепе III        | Сын Руадахева I и Нефер-Тут. |
| XII—XIII династии            |                                             | |
| Сенби I (Snbj)               | при Сенусерте I                             | |
| Уххотеп I (Wh-htp)           | при Сенусерте I                             | Наследовал Сенби I. |
| Сенби II (Snbj)              | при Сенусерте I                             | |
| Уххотеп II (Wh-htp)          | ХХ до н.э., при Сенусерте I и Аменемхете II | |
| Уххотеп III (Wh-htp)         | кон. ХХ до н.э., при Аменемхете II          | Потомок Пиопи I Чёрного. Сын Уххотепа и Мереси (Mrsj), женат на Джехутихетеп. Дети: Сенби, Аменемхатанх, Сенби, Мереси. «Наследный князь, номарх, начальник пророков Хатхор, госпожи Кус, херихеб Великой Эннеады, повелевающей тайнами двух кобр, тот, кто украшает Великое в волшебстве, глава сановников Верхнего Египта и номарх» |
| Уххотеп IV (Wh-htp)          | при Сенусерте III                           | «Наследный князь, номарх, визирь царя Нижнего Египта, друг единственный, жрец-wb госпожи неба и жрец-sm госпожи Обеих Земель, начальник пророков» |